# Film tedeschi proposti per l'Oscar al miglior film straniero
La Germania ha presentato film per l'Oscar per il miglior film straniero dalla creazione del premio nel 1956.
A causa della divisione che ha caratterizzato la storia della Germania per gran parte della seconda metà del XX secolo, la Germania Ovest e Germania Est hanno partecipato separatamente nella categoria Miglior Film in Lingua Straniera fino al 1990.
Mentre la Germania orientale ha registrato solo una candidatura nel 1976 per Jakob il bugiardo (film che il Festival Internazionale del Cinema di Mosca aveva rifiutato), i film della Germania Ovest che hanno conquistato la nomination in questo periodo sono otto: l'unica vittoria è arrivata nel 1979 con Il tamburo di latta.
Germania Ovest e Germania Est sono stati formalmente riuniti il 3 ottobre 1990 [5] e il 63 ° Academy Awards, svoltasi il 25 marzo 1991, è stata la prima occasione in cui la Germania ha potuto partecipare come un unico paese, ottenendo subito la prima di nove nomination ottenute nel successivo ventennio, nell'arco del quale due sono state le vittorie: nel 2001 per Nowhere in Africa di Caroline Link (unica regista tedesca ad avere conquistato due nomination in questa categoria) e nel 2006 per Le vite degli altri di Florian Henckel von Donnersmarck.
Diversi altri film tedeschi hanno ricevuto premi Oscar in categorie diverse da Miglior Film in Lingua Straniera.
Questa è la lista dei film tedeschi proposti per l'Oscar al miglior film straniero.

## Germania Ovest
| Anno | Film                                                                                   | Regia                    | Risultato     |
| ---- | -------------------------------------------------------------------------------------- | ------------------------ | ------------- |
| 1957 | Il capitano di Köpenick (Der Hauptmann von Köpenick)                                   | Helmut Käutner           | Candidato     |
| 1958 | Ordine segreto del III Reich (Nachts, wenn der Teufel kam)                             | Robert Siodmak           | Candidato     |
| 1959 | Le armi e l'uomo (Helden)                                                              | Franz Peter Wirth        | Candidato     |
| 1960 | Il ponte (Die Brücke)                                                                  | Bernhard Wicki           | Candidato     |
| 1961 | Faust                                                                                  | Peter Gorski             | Non candidato |
| 1967 | I turbamenti del giovane Törless (Der junge Törless)                                   | Volker Schlöndorff       | Non candidato |
| 1968 | Il tatuaggio (Tätowierung)                                                             | Johannes Schaaf          | Non candidato |
| 1969 | Artisti sotto la tenda del circo: perplessi (Die Artisten in der Zirkuskuppel: Ratlos) | Alexander Kluge          | Non candidato |
| 1970 | Scene di caccia in bassa Baviera (Jagdszenen aus Niederbayern)                         | Peter Fleischmann        | Non candidato |
| 1971 | o.k.                                                                                   | Michael Verhoeven        | Non candidato |
| 1972 | Il castello (Das Schloss)                                                              | Rudolf Noelte            | Non candidato |
| 1973 | Trotta                                                                                 | Johannes Schaaf          | Non candidato |
| 1974 | Il pedone (Der Fußgänger)                                                              | Maximilian Schell        | Candidato     |
| 1975 | Einer von uns beiden                                                                   | Wolfgang Petersen        | Non candidato |
| 1976 | L'enigma di Kaspar Hauser (Jeder für sich und Gott gegen alle)(                        | Werner Herzog            | Non candidato |
| 1977 | Ansichten eines Clowns                                                                 | Vojtěch Jasný            | Non candidato |
| 1978 | L'amico americano (Der Amerikanische Freund)                                           | Wim Wenders              | Non candidato |
| 1979 | L'alibi di cristallo (Die gläserne Zelle)                                              | Hans W. Geißendörfer     | Candidato     |
| 1980 | Il tamburo di latta (Die Blechtrommel)                                                 | Volker Schlöndorff       | Vincitore     |
| 1981 | Fabian                                                                                 | Wolf Gremm               | Non candidato |
| 1982 | Lili Marleen                                                                           | Rainer Werner Fassbinder | Non candidato |
| 1983 | Fitzcarraldo                                                                           | Werner Herzog            | Non candidato |
| 1984 | La donna in fiamme (Die flambierte Frau)                                               | Robert van Ackeren       | Non candidato |
| 1985 | Morgen in Alabama                                                                      | Norbert Kückelmann       | Non candidato |
| 1986 | Raccolto amaro (Bittere Ernte)                                                         | Agnieszka Holland        | Candidato     |
| 1987 | Uomini (Männer...)                                                                     | Doris Dörrie             | Non candidato |
| 1988 | Il cielo sopra Berlino (Der Himmel über Berlin)                                        | Wim Wenders              | Non candidato |
| 1989 | Yasemin                                                                                | Hark Bohm                | Non candidato |
| 1990 | La tela del ragno (Das Spinnennetz)                                                    | Bernhard Wicki           | Non candidato |

## Germania Est
| Anno | Film                                  | Regia                          | Risultato     |
| ---- | ------------------------------------- | ------------------------------ | ------------- |
| 1974 | Der Dritte                            | Egon Günther                   | Non candidato |
| 1977 | Jakob il bugiardo (Jakob, der Lügner) | Frank Beyer                    | Candidato     |
| 1978 | Mama, Ich lebe                        | Konrad Wolf                    | Non candidato |
| 1981 | La fidanzata (Die Verlobte)           | Günter Reisch e Günther Rücker | Non candidato |
| 1984 | Der Aufenthalt                        | Frank Beyer                    | Non candidato |

## Germania
| Anno | Film                                                               | Regia                            | Risultato     |
| ---- | ------------------------------------------------------------------ | -------------------------------- | ------------- |
| 1991 | La ragazza terribile (Das Schreckliche Mädchen)                    | Michael Verhoeven                | Candidato     |
| 1993 | Schtonk!                                                           | Helmut Dietl                     | Candidato     |
| 1994 | Justiz                                                             | Hans W. Geißendörfer             | Non candidato |
| 1995 | La promessa (Das Versprechen)                                      | Margarethe von Trotta            | Non candidato |
| 1996 | Schlafes Bruder                                                    | Joseph Vilsmaier                 | Non candidato |
| 1997 | Der Totmacher - La belva ferita (Der Totmacher)                    | Romuald Karmakar                 | Non candidato |
| 1998 | Al di là del silenzio (Jenseits der Stille)                        | Caroline Link                    | Candidato     |
| 1999 | Lola corre (Lola rennt)                                            | Tom Tykwer                       | Non candidato |
| 2000 | Aimée & Jaguar (Aimée und Jaguar)                                  | Max Färberböck                   | Non candidato |
| 2001 | Hanna Flanders (Die Unberührbare)                                  | Oskar Roehler                    | Non candidato |
| 2002 | The Experiment - Cercasi cavie umane (Das Experiment)              | Oliver Hirschbiegel              | Non candidato |
| 2003 | Nowhere in Africa (Nirgendwo in Afrika)                            | Caroline Link                    | Vincitore     |
| 2004 | Good Bye, Lenin!                                                   | Wolfgang Becker                  | Non candidato |
| 2005 | La caduta - Gli ultimi giorni di Hitler (Der Untergang)            | Oliver Hirschbiegel              | Candidato     |
| 2006 | La Rosa Bianca - Sophie Scholl (Sophie Scholl - Die letzten Tage)  | Marc Rothemund                   | Candidato     |
| 2007 | Le vite degli altri (Das Leben der Anderen)                        | Florian Henckel von Donnersmarck | Vincitore     |
| 2008 | Ai confini del paradiso (Auf der anderen Seite)                    | Fatih Akın                       | Non candidato |
| 2009 | La banda Baader Meinhof (Der Baader Meinhof Komplex)               | Uli Edel                         | Candidato     |
| 2010 | Il nastro bianco (Das weiße Band - Eine deutsche Kindergeschichte) | Michael Haneke                   | Candidato     |
| 2011 | Die Fremde                                                         | Feo Aladag                       | Non candidato |
| 2012 | Pina                                                               | Wim Wenders                      | Short-list    |
| 2013 | La scelta di Barbara (Barbara)                                     | Christian Petzold                | Non candidato |
| 2014 | Two Lives (Zwei Leben)                                             | Georg Mass e Judith Kaufmann     | Short-list    |
| 2015 | Beloved Sisters (Die geliebten Schwestern)                         | Dominik Graf                     | Non candidato |
| 2016 | Il labirinto del silenzio (Im Labyrinth des Schweigens)            | Giulio Ricciarelli               | Short-list    |
| 2017 | Vi presento Toni Erdmann (Toni Erdmann)                            | Maren Ade                        | Candidato     |
| 2018 | Oltre la notte (Aus dem Nichts)                                    | Fatih Akın                       | Short-list    |
| 2019 | Opera senza autore (Werk ohne Autor)                               | Florian Henckel von Donnersmarck | Candidato     |
| 2020 | Systemsprenger                                                     | Nora Fingscheidt                 | Non candidato |
| 2021 | E domani un altro mondo (Und morgen die ganze Welt)                | Julia von Heinz                  | Non candidato |
| 2022 | I'm Your Man (Ich bin dein Mensch)                                 | Maria Schrader                   | Short-list    |
| 2023 | Niente di nuovo sul fronte occidentale (Im Westen Nichts Neues)    | Edward Berger                    | Vincitore     |
| 2024 | La sala professori (Das Lehrerzimmer)                              | İlker Çatak                      | Candidato     |
| 2025 | Il seme del fico sacro (Dāne-ye anjīr-e ma'ābed)                   | Mohammad Rasoulof                | Candidato     |

| Non candidato | Il film è stato proposto per la candidatura, ma non è stato selezionato dall'Academy of Motion Picture Arts and Sciences. |
| Short-list    | Il film è entrato nella "short-list" stilata a gennaio dei nove candidati per l'Oscar al miglior film straniero.          |
| Candidato     | Il film è entrato a far parte dei cinque candidati per l'Oscar al miglior film straniero.                                 |
| Vincitore     | Il film ha vinto l'Oscar al miglior film straniero.                                                                       |